# Gabrielstjärnen, Lappland
Gabrielstjärnen är en sjö i Arjeplogs kommun i Lappland och ingår i Piteälvens huvudavrinningsområde. Sjön har en area på 0,357 kvadratkilometer och ligger 446,1 meter över havet.

## Delavrinningsområde
Gabrielstjärnen ingår i det delavrinningsområde (736087-160948) som SMHI kallar för Ovan 735922-160923. Medelhöjden är 491 meter över havet och ytan är 2,64 kvadratkilometer. Räknas de 14 avrinningsområdena uppströms in blir den ackumulerade arean 211,89 kvadratkilometer. Mattaureälven som avvattnar avrinningsområdet har biflödesordning 2, vilket innebär att vattnet flödar genom totalt 2 vattendrag innan det når havet efter 208 kilometer. Avrinningsområdet består mestadels av skog (84 procent). Avrinningsområdet har 0,42 kvadratkilometer vattenytor vilket ger det en sjöprocent på 16 procent.